# Front Democràtic Popular
El Front Democràtic Popular per la Llibertat, la Pau i el Treball (en italià: Fronte Democratico Popolare per la libertà, la pace, il lavoro; FDP) va ser una coalició electoral italiana d'esquerres. El seu nom complet era Front Democràtic Popular per la llibertat, la pau i el treball. Es va constituir al desembre de 1947 per a les eleccions generals de 1948 i estava format pel Partit Comunista Italià (PCI) i el Partit Socialista Italià (PSI).

## Història
La coalició es va formar per a les eleccions generals de 1948 i estava formada pel PSI i el PCI. El seu símbol era una estrella verda coronada per una imatge de l'heroi de la unificació italiana Giuseppe Garibaldi. El Partit Social Cristià i el Partit Sard d'Acció es van desmarcar i van formar les seves pròpies llistes electorals. La dreta del PSI es va oposar a la coalició, va abandonar el partit i va organitzar una llista separada com a Unitat Socialista; aquest grup esdevingué posteriorment el Partit Socialista Democràtic Italià (PSDI).
Les eleccions de 1948 van ser potser les més importants de la història de la República Italiana, ja que l'elecció d'una futura aliança amb els Estats Units o amb la Unió Soviètica estava en qüestió. La coalició va obtenir el 31,0% dels vots per a la Cambra de Diputats d'Itàlia i el 30,8% dels vots del Senat de la República. Després de la victòria de la Democràcia Cristiana (DC) amb un 48,5%, Itàlia es va convertir en membre fundador de l'OTAN el 1949. Després de la derrota electoral, mentre que el PCI i el PSI es van mantenir aliats a nivell nacional fins al 1956 i governarien conjuntament a nivell local fins als anys noranta, la coalició es va dissoldre. Malgrat la pèrdua, el PCI es va establir com la principal oposició a la DC i es va convertir en el partit comunista més gran d'Europa occidental.

## Composició
| Partit | Partit                         | Ideologia        | Líder             | Diputats  |
| ------ | ------------------------------ | ---------------- | ----------------- | --------- |
|        | Partit Comunista Italià (PCI)  | Comunisme        | Palmiro Togliatti | 130 / 574 |
|        | Partit Socialista Italià (PSI) | Socialdemocràcia | Pietro Nenni      | 53 / 574  |

## Resultats electorals
| Any  | Líder                          | Vots           | %    | Diputats  | +/− | Vots            | %    | Senadors | +/- |
| ---- | ------------------------------ | -------------- | ---- | --------- | --- | --------------- | ---- | -------- | --- |
| 1948 | Palmiro Togliatti Pietro Nenni | 8,136,637 (2n) | 31.0 | 183 / 574 | Nou | 6,969,122 (2nd) | 30.8 | 72 / 237 | Nou |